# Seskarö
Seskarö è un'area urbana della Svezia situata nel comune di Haparanda, contea di Norrbotten.
La popolazione rilevata nel censimento 2010 era di 491 abitanti .